# Copa Paulista de Futebol de 2017
A Copa Paulista de Futebol de 2017, foi a 23.ª edição da competição. A Copa Paulista é o segundo torneio em importância a ser organizado pela Federação Paulista de Futebol. O intuito desse campeonato é ocupar durante o segundo semestre times que não tiveram sucesso ao longo da temporada, ou querem exercitar seu time reserva (no caso dos chamados "grandes").
Em 2017 a competição deu o direito ao campeão o direito de escolha entre uma vaga na Copa do Brasil de 2018,que no caso ficou com a equipe da inter de Limeira  e a vaga Série D de 2018 com a Ferroviária que foi a campeã e escolheu, o vice-campeão ficou com a vaga restante .

## Critérios de participação
Têm vaga assegurada:
- Os 6 primeiros classificados da Série A1.
- Os 8 primeiros classificados da Série A2.
- Os 8 primeiros classificados da Série A3.
- Não poderão participar do campeonato as equipes rebaixadas da Série A3 de 2017 para a Série B de 2018.

## Fórmula de disputa
- Primeira fase. Participarão 22 clubes que formarão três grupos regionalizados, sendo um com oito clubes e dois com sete cada. Em cada grupo, as equipes jogarão entre si, em turno e returno, classificando-se para a fase seguinte os quatro clubes melhores colocados de cada grupo.
- Segunda fase. Os 12 clubes classificados formarão três grupos com quatro clubes cada e jogarão entre si, em turno e returno, classificando-se para a fase seguinte os dois clubes melhores colocados de cada grupo e os dois melhores terceiros colocados
- Terceira fase (quartas-de-final). Os oito clubes classificados formarão quatro grupos com dois clubes cada e jogarão entre si, em turno e returno, classificando-se para a fase seguinte o clube melhor colocado de cada grupo.
- Quarta fase (semifinal). Os quatro clubes classificados formarão dois grupos com dois clubes cada e jogarão entre si, em turno e returno, classificando-se para a fase seguinte o clube melhor colocado de cada grupo.
- Quinta fase (final). Os dois clubes classificados jogarão entre si, em turno e returno, para definir o clube campeão e vice-campeão.

## Participantes
| Equipe              | Cidade             | Estádio (mando)      | Capacidade | Títulos         |
| ------------------- | ------------------ | -------------------- | ---------- | --------------- |
| Água Santa          | Diadema            | Distrital do Inamar  | 10 000     | 0 (não possui)  |
| Atibaia             | Atibaia            | Salvador Russani     | 3 000      | 0 (não possui)  |
| Audax               | Osasco             | José Liberatti       | 17 430     | 0 (não possui)  |
| Desportivo Brasil   | Porto Feliz        | Ernesto Rocco        | 5 120      | 0 (não possui)  |
| Ferroviária         | Araraquara         | Fonte Luminosa       | 20 000     | 1 (2006)        |
| Inter de Limeira    | Limeira            | Limeirão             | 18 000     | 0 (não possui)  |
| Juventus-SP         | São Paulo          | Rua Javari           | 3 800      | 1 (2007)        |
| Linense             | Lins               | Gilbertão            | 15 770     | 1 (2015)        |
| Mirassol            | Mirassol           | Maião                | 15 000     | 0 (não possui)  |
| Nacional-SP         | São Paulo          | Nicolau Alayon       | 10 723     | 0 (não possui)  |
| Noroeste            | Bauru              | Alfredão             | 10 723     | 2 (2005 e 2012) |
| Penapolense         | Penápolis          | Tenente Carriço      | 18 886     | 0 (não possui)  |
| Portuguesa          | São Paulo          | Canindé              | 21 004     | 0 (não possui)  |
| Portuguesa Santista | Santos             | Ulrico Mursa         | 7 635      | 0 (não possui)  |
| Rio Branco-SP       | Americana          | Décio Vitta          | 16 300     | 0 (não possui)  |
| Santos              | Santos             | Vila Belmiro         | 16 068     | 1 (2004)        |
| São Caetano         | São Caetano do Sul | Anacleto Campanella  | 16 744     | 0 (não possui)  |
| São Paulo           | São Paulo          | Morumbi              | 72 039     | 0 (não possui)  |
| Taboão da Serra     | Taboão da Serra    | José Ferez           | 4 410      | 0 (não possui)  |
| Taubaté             | Taubaté            | Joaquinzão           | 9 600      | 0 (não possui)  |
| Velo Clube          | Rio Claro          | Benitão              | 8 136      | 0 (não possui)  |
| XV de Piracicaba    | Piracicaba         | Barão de Serra Negra | 18 000     | 1 (2016)        |

## Primeira Fase

### Grupo 1
| Classificação | Classificação    | Classificação | Classificação | Classificação | Classificação | Classificação | Classificação | Classificação | Classificação |
| Pos           | Equipes          | Pts           | J             | V             | E             | D             | GP            | GC            | SG            |
| ------------- | ---------------- | ------------- | ------------- | ------------- | ------------- | ------------- | ------------- | ------------- | ------------- |
| 1             | XV de Piracicaba | 27            | 12            | 8             | 3             | 1             | 20            | 8             | +12           |
| 2             | Ferroviária      | 25            | 12            | 8             | 1             | 3             | 21            | 11            | +10           |
| 3             | Mirassol         | 17            | 12            | 4             | 5             | 3             | 16            | 12            | +4            |
| 4             | Linense          | 15            | 12            | 4             | 3             | 5             | 11            | 11            | 0             |
| 5             | Noroeste         | 15            | 12            | 3             | 6             | 3             | 7             | 9             | –2            |
| 6             | Penapolense      | 10            | 12            | 3             | 1             | 8             | 13            | 23            | –10           |
| 7             | Velo Clube       | 6             | 12            | 1             | 3             | 8             | 8             | 22            | –14           |

| Resultados       | Resultados | Resultados | Resultados | Resultados | Resultados | Resultados | Resultados |
|                  | FER        | LIN        | MIR        | NOR        | PNP        | VEL        | XVP        |
| ---------------- | ---------- | ---------- | ---------- | ---------- | ---------- | ---------- | ---------- |
| Ferroviária      | —          | 3–0        | 0–2        | 2–0        | 2–1        | 5–1        | 0–1        |
| Linense          | 1–2        | —          | 0–0        | 0–0        | 3–1        | 1–2        | 0–1        |
| Mirassol         | 1–2        | 1–1        | —          | 0–1        | 4–2        | 1–1        | 2–0        |
| Noroeste         | 1–0        | 0–2        | 0–0        | —          | 2–1        | 1–1        | 0–0        |
| Penapolense      | 2–3        | 0–1        | 2–1        | 1–1        | —          | 2–0        | 0–5        |
| Velo Clube       | 0–1        | 0–2        | 1–2        | 0–0        | 0–1        | —          | 0–3        |
| XV de Piracicaba | 1–1        | 1–0        | 2–2        | 2–1        | 1–0        | 3–2        | —          |

### Grupo 2
| Classificação | Classificação     | Classificação | Classificação | Classificação | Classificação | Classificação | Classificação | Classificação | Classificação |
| Pos           | Equipes           | Pts           | J             | V             | E             | D             | GP            | GC            | SG            |
| ------------- | ----------------- | ------------- | ------------- | ------------- | ------------- | ------------- | ------------- | ------------- | ------------- |
| 1             | Inter de Limeira  | 27            | 12            | 8             | 3             | 1             | 22            | 7             | +15           |
| 2             | Desportivo Brasil | 23            | 12            | 7             | 2             | 3             | 13            | 9             | +4            |
| 3             | São Paulo         | 18            | 12            | 5             | 3             | 4             | 14            | 15            | –1            |
| 4             | Taboão da Serra   | 13            | 12            | 3             | 4             | 5             | 14            | 20            | –6            |
| 5             | Rio Branco-SP     | 12            | 12            | 3             | 3             | 6             | 11            | 16            | –5            |
| 6             | Audax             | 11            | 12            | 2             | 5             | 5             | 12            | 13            | –1            |
| 7             | Atibaia           | 10            | 12            | 2             | 4             | 6             | 7             | 13            | –6            |

| Resultados        | Resultados | Resultados | Resultados | Resultados | Resultados | Resultados | Resultados |
|                   | ATI        | AUD        | DBR        | ITL        | RBR        | SPA        | TAB        |
| ----------------- | ---------- | ---------- | ---------- | ---------- | ---------- | ---------- | ---------- |
| Atibaia           | —          | 1–0        | 0–0        | 1–1        | 0–2        | 0–1        | 1–2        |
| Audax             | 3–1        | —          | 1–2        | 0–0        | 1–1        | 2–2        | 1–1        |
| Desportivo Brasil | 1–0        | 1–0        | —          | 2–1        | 1–0        | 2–1        | 0–0        |
| Inter de Limeira  | 1–0        | 0–0        | 2–0        | —          | 3–0        | 1–0        | 4–2        |
| Rio Branco-SP     | 0–0        | 1–3        | 0–2        | 1–2        | —          | 1–0        | 2–2        |
| São Paulo         | 1–1        | 1–0        | 3–2        | 0–3        | 2–1        | —          | 1–0        |
| Taboão da Serra   | 1–2        | 2–1        | 1–0        | 1–4        | 0–2        | 2–2        | —          |

### Grupo 3
| Classificação | Classificação       | Classificação | Classificação | Classificação | Classificação | Classificação | Classificação | Classificação | Classificação |
| Pos           | Equipes             | Pts           | J             | V             | E             | D             | GP            | GC            | SG            |
| ------------- | ------------------- | ------------- | ------------- | ------------- | ------------- | ------------- | ------------- | ------------- | ------------- |
| 1             | São Caetano         | 26            | 14            | 7             | 5             | 2             | 27            | 15            | +12           |
| 2             | Portuguesa          | 25            | 14            | 7             | 4             | 3             | 18            | 12            | +6            |
| 3             | Água Santa          | 25            | 14            | 7             | 4             | 3             | 19            | 14            | +5            |
| 4             | Santos              | 24            | 14            | 7             | 3             | 4             | 21            | 15            | +6            |
| 5             | Nacional-SP         | 23            | 14            | 6             | 5             | 3             | 18            | 10            | +8            |
| 6             | Juventus-SP         | 14            | 14            | 3             | 5             | 6             | 14            | 19            | –5            |
| 7             | Taubaté             | 10            | 14            | 2             | 4             | 8             | 12            | 20            | –8            |
| 8             | Portuguesa Santista | 4             | 14            | 0             | 4             | 10            | 9             | 33            | –24           |

| Resultados          | Resultados | Resultados | Resultados | Resultados | Resultados | Resultados | Resultados | Resultados |
|                     | AGS        | JUV        | NAC        | POR        | PSA        | SAN        | SCA        | TAU        |
| ------------------- | ---------- | ---------- | ---------- | ---------- | ---------- | ---------- | ---------- | ---------- |
| Água Santa          | —          | 1–1        | 0–0        | 3–2        | 1–0        | 3–1        | 1–1        | 2–1        |
| Juventus-SP         | 1–1        | —          | 1–2        | 0–1        | 4–1        | 0–1        | 0–3        | 1–0        |
| Nacional-SP         | 1–0        | 0–0        | —          | 0–0        | 5–0        | 1–2        | 2–0        | 1–0        |
| Portuguesa          | 0–1        | 3–0        | 2–1        | —          | 1–0        | 1–0        | 2–3        | 2–2        |
| Portuguesa Santista | 1–3        | 1–2        | 0–0        | 1–1        | —          | 0–2        | 1–1        | 1–1        |
| Santos              | 2–0        | 2–2        | 1–1        | 0–1        | 4–1        | —          | 2–1        | 0–1        |
| São Caetano         | 3–1        | 2–1        | 2–1        | 1–1        | 5–1        | 2–2        | —          | 3–0        |
| Taubaté             | 0–2        | 1–1        | 1–2        | 0–1        | 3–1        | 1–2        | 0–0        | —          |

## Segunda Fase

### Grupo 4
| Classificação | Classificação    | Classificação | Classificação | Classificação | Classificação | Classificação | Classificação | Classificação | Classificação |
| Pos           | Equipes          | Pts           | J             | V             | E             | D             | GP            | GC            | SG            |
| ------------- | ---------------- | ------------- | ------------- | ------------- | ------------- | ------------- | ------------- | ------------- | ------------- |
| 1             | Linense          | 9             | 6             | 2             | 3             | 1             | 7             | 6             | +1            |
| 2             | Portuguesa       | 9             | 6             | 2             | 3             | 1             | 6             | 8             | –2            |
| 3             | XV de Piracicaba | 8             | 6             | 2             | 2             | 2             | 8             | 5             | +3            |
| 4             | São Paulo        | 5             | 6             | 1             | 2             | 3             | 7             | 9             | –2            |

| Resultados       | Resultados | Resultados | Resultados | Resultados |
|                  | XVP        | POR        | SPA        | LIN        |
| ---------------- | ---------- | ---------- | ---------- | ---------- |
| XV de Piracicaba | —          | 4–0        | 1–2        | 0–1        |
| Portuguesa       | 1–1        | —          | 2–1        | 1–1        |
| São Paulo        | 1–1        | 0–1        | —          | 1–2        |
| Linense          | 0–1        | 1–1        | 2–2        | —          |

### Grupo 5
| Classificação | Classificação    | Classificação | Classificação | Classificação | Classificação | Classificação | Classificação | Classificação | Classificação |
| Pos           | Equipes          | Pts           | J             | V             | E             | D             | GP            | GC            | SG            |
| ------------- | ---------------- | ------------- | ------------- | ------------- | ------------- | ------------- | ------------- | ------------- | ------------- |
| 1             | Ferroviária      | 12            | 6             | 3             | 3             | 0             | 9             | 2             | +7            |
| 2             | Inter de Limeira | 11            | 6             | 3             | 2             | 1             | 7             | 5             | +2            |
| 3             | Taboão da Serra  | 7             | 6             | 2             | 1             | 3             | 7             | 9             | –2            |
| 4             | Água Santa       | 2             | 6             | 0             | 2             | 4             | 3             | 10            | –7            |

| Resultados       | Resultados | Resultados | Resultados | Resultados |
|                  | ITL        | FER        | AGS        | TAB        |
| ---------------- | ---------- | ---------- | ---------- | ---------- |
| Inter de Limeira | —          | 0–0        | 1–0        | 1–0        |
| Ferroviária      | 2–2        | —          | 0–0        | 3–0        |
| Água Santa       | 1–2        | 0–2        | —          | 1–1        |
| Taboão da Serra  | 2–1        | 0–2        | 4–1        | —          |

### Grupo 6
| Classificação | Classificação     | Classificação | Classificação | Classificação | Classificação | Classificação | Classificação | Classificação | Classificação |
| Pos           | Equipes           | Pts           | J             | V             | E             | D             | GP            | GC            | SG            |
| ------------- | ----------------- | ------------- | ------------- | ------------- | ------------- | ------------- | ------------- | ------------- | ------------- |
| 1             | Desportivo Brasil | 12            | 6             | 4             | 0             | 2             | 12            | 6             | +6            |
| 2             | São Caetano       | 11            | 6             | 3             | 2             | 1             | 7             | 5             | +2            |
| 3             | Santos            | 9             | 6             | 2             | 3             | 1             | 6             | 5             | +1            |
| 4             | Mirassol          | 1             | 6             | 0             | 1             | 5             | 4             | 13            | –9            |

| Resultados        | Resultados | Resultados | Resultados | Resultados |
|                   | SCA        | DBR        | MIR        | SAN        |
| ----------------- | ---------- | ---------- | ---------- | ---------- |
| São Caetano       | —          | 1–2        | 1–0        | 0–0        |
| Desportivo Brasil | 2–3        | —          | 3–1        | 1–0        |
| Mirassol          | 0–1        | 0–4        | —          | 1–1        |
| Santos            | 1–1        | 1–0        | 3–2        | —          |

## Fase final
|  | Quartas de final   | Quartas de final       | Quartas de final   | Quartas de final   |       |                  | Semifinal           | Semifinal           | Semifinal           | Semifinal           |  |                  | Final               | Final               | Final               | Final               |  |  |
|  | 22 a 29 de outubro | 22 a 29 de outubro     | 22 a 29 de outubro | 22 a 29 de outubro |       |                  | 04 e 11 de novembro | 04 e 11 de novembro | 04 e 11 de novembro | 04 e 11 de novembro |  |                  | 18 e 25 de novembro | 18 e 25 de novembro | 18 e 25 de novembro | 18 e 25 de novembro |  |  |
|  |                    |                        |                    |                    |       |                  |                     |                     |                     |                     |  |                  |                     |                     |                     |                     |  |  |
|  | Portuguesa         | 3                      | 1                  | 4                  |       |                  |                     |                     |                     |                     |  |                  |                     |                     |                     |                     |  |  |
|  | Desportivo Brasil  | 1                      | 1                  | 2                  |       |                  |                     |                     |                     |                     |  |                  |                     |                     |                     |                     |  |  |
|  | Desportivo Brasil  | 1                      | 1                  | 2                  |       | Portuguesa       | 0                   | 1                   | 1                   |                     |  |                  |                     |                     |                     |                     |  |  |
|  |                    |                        |                    |                    |       | Portuguesa       | 0                   | 1                   | 1                   |                     |  |                  |                     |                     |                     |                     |  |  |
|  |                    | Ferroviária            | 2                  | 0                  | 2     |                  |                     |                     |                     |                     |  |                  |                     |                     |                     |                     |  |  |
|  | Santos             | Ferroviária            | 2                  | 0                  | 2     | 0                | 2                   | 2                   |                     |                     |  |                  |                     |                     |                     |                     |  |  |
|  | Santos             |                        |                    |                    |       | 0                | 2                   | 2                   |                     |                     |  |                  |                     |                     |                     |                     |  |  |
|  | Ferroviária        | 4                      | 3                  | 7                  |       |                  |                     |                     |                     |                     |  |                  |                     |                     |                     |                     |  |  |
|  | Ferroviária        | 4                      | 3                  | 7                  |       |                  |                     |                     |                     |                     |  | Inter de Limeira | 0                   | 2                   | 2 (6)               |                     |  |  |
|  |                    |                        |                    |                    |       |                  |                     |                     |                     |                     |  | Inter de Limeira | 0                   | 2                   | 2 (6)               |                     |  |  |
|  |                    | Ferroviária (pen)      | 0                  | 2                  | 2 (7) |                  |                     |                     |                     |                     |  |                  |                     |                     |                     |                     |  |  |
|  | São Caetano        | Ferroviária (pen)      | 0                  | 2                  | 2 (7) | 2                | 0                   | 2                   |                     |                     |  |                  |                     |                     |                     |                     |  |  |
|  | São Caetano        |                        |                    |                    |       | 2                | 0                   | 2                   |                     |                     |  |                  |                     |                     |                     |                     |  |  |
|  | XV de Piracicaba   | 1                      | 2                  | 3                  |       |                  |                     |                     |                     |                     |  |                  |                     |                     |                     |                     |  |  |
|  | XV de Piracicaba   | 1                      | 2                  | 3                  |       | XV de Piracicaba | 2                   | 1                   | 3 (3)               |                     |  |                  |                     |                     |                     |                     |  |  |
|  |                    |                        |                    |                    |       | XV de Piracicaba | 2                   | 1                   | 3 (3)               |                     |  |                  |                     |                     |                     |                     |  |  |
|  |                    | Inter de Limeira (pen) | 1                  | 2                  | 3 (4) |                  |                     |                     |                     |                     |  |                  |                     |                     |                     |                     |  |  |
|  | Linense            | Inter de Limeira (pen) | 1                  | 2                  | 3 (4) | 1                | 1                   | 2                   |                     |                     |  |                  |                     |                     |                     |                     |  |  |
|  | Linense            |                        |                    |                    |       | 1                | 1                   | 2                   |                     |                     |  |                  |                     |                     |                     |                     |  |  |
|  | Inter de Limeira   | 2                      | 1                  | 3                  |       |                  |                     |                     |                     |                     |  |                  |                     |                     |                     |                     |  |  |

## Premiação
| Copa Paulista de 2017            |
| Araraquara                       |
| -------------------------------- |
| Ferroviária Campeão (2.º título) |

## Artilharia
Atualizado em 27 de novembro de 2017
| Gols | Jogador           | Time              |
| ---- | ----------------- | ----------------- |
| 14   | Leo Castro        | Ferroviária       |
| 14   | Guilherme Queiróz | Portuguesa        |
| 12   | Hygor             | Ferroviária       |
| 11   | Erminio           | São Caetano       |
| 10   | Diego Cardoso     | Santos            |
| 8    | Moisés            | Inter de Limeira  |
| 7    | Carlão            | São Caetano       |
| 7    | Erik              | Desportivo Brasil |
| 7    | Tom               | Inter de Limeira  |